# モンスターファームバトルカード (PlayStation)
『モンスターファームバトルカード』は、2000年3月23日にテクモから発売されたPlayStation用のゲームソフト。

## 概要
モンスターファームバトルカードを題材にしたカードゲーム。時代設定は『モンスターファーム2』と同じ（ゲーム開始時の年号も1000年4月から）で、『モンスターファーム2』のキャラクターが対戦相手として登場する。カードバトルを通してバトルカードを集めるのが主な目的。

## ストーリー
事の発端はコルトの誕生日。プレイヤーはコルトが最近熱中していると言うバトルカードをプレゼントし、パブスは「モンスタープレート」というモンスターカードをはめる事が出来る不思議な石版をプレゼントする。コルトは喜び手持ちのモンスターカードを全て石版にはめた結果、「モンスターの楽園」と呼ばれる場所へと飛ばされてしまう。プレイヤーはコルトを助ける為パブスとコルトの幼馴染キューと共にモンスターカードを集める事にするのであった。

## カード
拡張第三弾までのカードが登場する。作中でのカードの入手方法はCDの再生とバトルの報酬、特殊なイベント等。

## 登場人物
登場する人物は大半が何らかの組織やグループ（詳細は後述）に所属している。
キューリー
MCA所属のカードブリーダーで女性。コルトの幼馴染であだ名は「キュー」。今作における助手の様な存在で主人公のサポートから対戦相手まで幅広くこなす。
コルト
『MF2』に登場したIMa所属の調教助手。15歳の誕生日の時に手違いにより「モンスターの楽園」に飛ばされる。ストーリーをある程度進めると彼女との対戦もできるようになる。
パブス
『MF2』に登場したコルトの師匠。IMa所属。バトルカードの世界でも一目置かれている人物で、前作以上に主人公に協力的である。

### 対戦相手

#### BCB
エスパーダ
BCBのリーダーでデュラハンを中心としたチームを使う。自分が強いと認めた者しか相手にしない為、対戦するにはある程度実績を積む必要がある。
ストラトス
モッチーなど守備を重視した逃げチームを使う。基本的にガッツダウン技を使うが時折大技を使う事もある。
トッティ
グジラを中心とした一撃必殺チームを使う。大接近のカードで手札を捨てさせ、大技をたたき込む戦法を使う。
マトラ
ピクシーなどバランスの取れたチームを使う。灼熱の地のカードを使い、自分は回復とガッツダウンで少しずつライフを削る戦法を使う。
フィオ
ピクシーを中心とした速攻チームを使う。回避カードのみのチームなので回避不可能技が弱点。

#### BCBアイドル
セフォー
BCBアイドルのリーダーでディノを中心としたチームを使う。跳躍のカードを使ったコンボを使用する。
シュミッツ
プラントを中心としたチームを使う。速攻と一撃必殺の中間にある様な戦法を使う。
レオン
ライガーを中心としたチームを使う。ライガー以外のモンスターの守備に隙がある。
ジュラス
グジラなどの一撃必殺チームを使う。手札全てをガッツに変えて大技で攻める戦法を使う。例外としてLv3のデッキには守備カードが入っている。

#### 火竜団
アルフォンス
ドラゴンを中心としたチームを使う。ゲルが手札を入れ替えさせ、そこにドラゴンが大技をたたき込む戦法を使う。かしこさ技を守備できないのでそこが弱点。
ラスカル
ゲルなどを入れた一撃必殺チームを使う。手札全てをガッツに変え大技で攻める戦法を使う。カードに対して独自の「愛情」を持っており対戦中にそれらを説く癖がある。
ペニー
ディノを中心としたチームを使う。長期戦の予感を使う為勝負が長引き易い。
ココチーノ
ハムを中心とした速攻チームを使う。攻守のバランスが良いが回避不可能技が弱点。

#### 火竜団ジュニア
- ジータ
- ダニエル
- トーイ
- アリス

#### ブラックウルブズ
- グスタフ
- ヴィジャデラ
- ゼウラ
- ネルソン
- イザベラ

#### レトロ派
- オズワルド
- エリザベス
- ライアン

#### IMa
- ダッジ
- ロウゼ
- チェーレ
- エロウ
- ブッチャー

#### FIMBA
- テスカ
- ホリィ

#### フリー
- ミラー
- エリー
- クレア
- イーリス
- フレデリカ
- デービス
- ボッシュ
- ザーニシ
- ジョディ
- バーシィ
- ガンツ
- エイプリル
- ベルデ
- ウィオラ

#### モッチー
ストーリーをある程度進めると戦うことが出来る。
　どのレベルでもモッチー、ジェントル、ヨロイモッチーを使用する。

#### ピクシー
ストーリーをある程度進めると戦うことが出来る。
　どのレベルでもピクシー、エンジェル、ナハトファルターを使用する。

## モンスターカード
- ライガー
- ガリ
- ゴーレム
- スエゾー
- ピクシー
- ディノ
- ナーガ
- ハム
- モッチー
- ハムライガー
- ブルーマウンテン
- メロンボ
- ラベンダーキール
- アンキロックス
- ヴァージアハピ
- エンジェル
- ヒトツメオウジ
- ツノマル
- バズラ
- ジェントル
- ヒノトリ
- ゲル
- モノリス
- ゴースト
- ヘンガー
- ワーム
- プラント
- ニャー
- ドラゴン
- デュラハン
- グジラ
- マグナビートル
- ナハトファルター
- カッチュウサウル
- ヨロイモッチー
- パー・プリン
- ソボロベント
- ダークヘンガー
- ママニャー
- ヒネクレソウ
- コロネ
- ジハード
- ベスビオス
- ギンギライガー
- ムー

## 用語
バトルカード
モンスターブリーダーになる資格を得られない子供達の間で爆発的な人気を博したゲーム。やがて大人達の間にも広まり、後述のMCAが発足するまでになった。
MCA
Monster Card Association（モンスターカード協会）の略称。FIMBAとIMaが共同運営する団体で「ルールの普及」「大会の管理・運営」を目的としている。
また、バトルカードの優勝者にはモンスターブリーダーの資格を与えると言う特典が定められている。
BCB
バトルカード界で最初に設立した組織。リーダーはエスパーダ。強い者が集まり対戦する事でより高い技量を身につけ、大会で優勝する事を目指している。その中で特に目立ちたがり屋な者達が集まったBCBアイドルというグループも存在する。
火竜団
出来てから間もない新興組織。リーダーはアルフォンス。誰もが入れる組織として結成された。ここに所属する子供たちは火竜団ジュニアと呼ばれる。
ブラックウルブズ
大会での商品獲得を目的とする組織。勝敗の操作や初心者を騙すなどあくどい事も行っているとされる。リーダーはグスタフだがこれは表向きであり、実際はネルソンが裏のリーダー。
レトロ派
オズワルドがリーダーの少数組織。教会を拠点としている。
フリー
どこにも所属していない人物の事を指す。主にレストランデービスで対戦する事が出来る。